# Mun In-guk
Mun In-guk (* 29. September 1978 in Namp’o) ist ein ehemaliger nordkoreanischer Fußballspieler. Er absolvierte über 50 Länderspiele für die nordkoreanische Nationalmannschaft und nahm mit dieser an der Fußball-Weltmeisterschaft 2010 teil.

## Karriere
Mun trat international als Spieler der Sportgruppe 25. April in Erscheinung, dem Klub der Koreanischen Volksarmee.
Der Mittelfeldakteur gehörte von 2004 bis 2011 zum Aufgebot der nordkoreanischen Nationalmannschaft. Mun nahm an den Qualifikationsrunden zu den Ostasienmeisterschaften 2005, 2008 und 2010 teil und gehörte auch bei der Endrunde 2008 zum Aufgebot. Dabei wurde er in der Qualifikationsrunde 2008 als wertvollster Spieler des Turniers ausgezeichnet.
Nachdem er bereits in der Qualifikation zur WM 2006 zu acht Einsätzen gekommen war, gehörte er auch in der erfolgreichen Qualifikation für die Weltmeisterschaft 2010 zu den Leistungsträgern der Mannschaft. Gemeinsam mit Hong Yong-jo war er für die blitzschnellen Gegenstöße und die Unterstützung des einzigen Stürmers Jong Tae-se zuständig und trug mit zwei Treffern in der letzten Qualifikationsrunde (1:0 gegen Saudi-Arabien, 2:0 gegen VAE) zur erstmaligen WM-Teilnahme seit 1966 bei. Auch bei Nordkoreas Ausscheiden in der Gruppenphase bei der Endrunde in Südafrika stand er in allen drei Spielen in der Startelf. Nach seiner Teilnahme an der Asienmeisterschaft 2011 sind keine weiteren Einsätze für Nordkorea dokumentiert.